# Benzingia reichenbachiana
Benzingia reichenbachiana är en orkidéart som först beskrevs av Rudolf Schlechter, och fick sitt nu gällande namn av Robert Louis Dressler. Benzingia reichenbachiana ingår i släktet Benzingia och familjen orkidéer. Inga underarter finns listade i Catalogue of Life.